# Monetki
Monetki (niem. Sophienthal) – osada w Polsce położona w województwie warmińsko-mazurskim, w powiecie giżyckim, w gminie Ryn.
W latach 1975–1998 miejscowość administracyjnie należała do województwa suwalskiego.
We wsi dwór z pocz. XX w. kryty mansardowym dachem, zabudowania folwarczne oraz park.